# Elvese
Elvese ist ein Ortsteil des Fleckens Nörten-Hardenberg im Landkreis Northeim in Niedersachsen (Deutschland) mit 370 Einwohnern. Die erste urkundliche Erwähnung findet sich im Zeitraum von 822 bis 826 im Güterverzeichnis des Klosters Corvey.

## Geographische Lage
Das Dorf Elvese liegt im Tal der Leine im südlichen Niedersachsen zwischen dem Flecken Nörten-Hardenberg, dessen Ortsteil es seit 1976 ist und der 10 km entfernten Stadt Northeim. Nachbarorte sind Behrensen, Großenrode, Hillerse und Sudheim.
Durch die 1989 gebaute Umgehungsstraße hat Elvese keinen nennenswerten Durchgangsverkehr. Grund des Baus der Umgehungsstraße war der Neubau der Bundesbahn-Schnelltrasse von Hannover nach Würzburg im Leinetal, einschließlich der Verlegung des Flusses Leine.

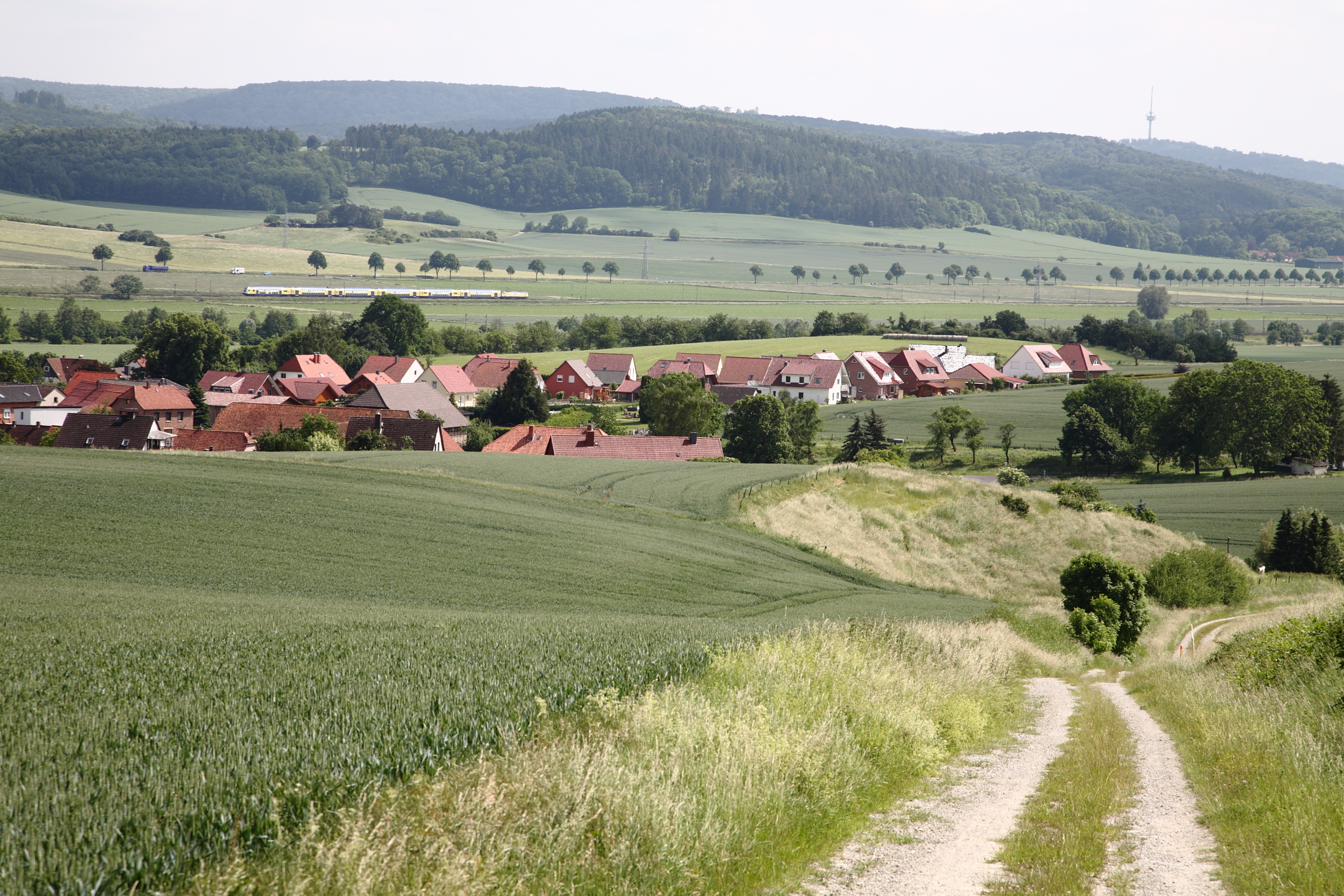
Blick von Nordwesten auf Elvese mit Fernmeldeturm Bovenden auf dem Osterberg am Horizont

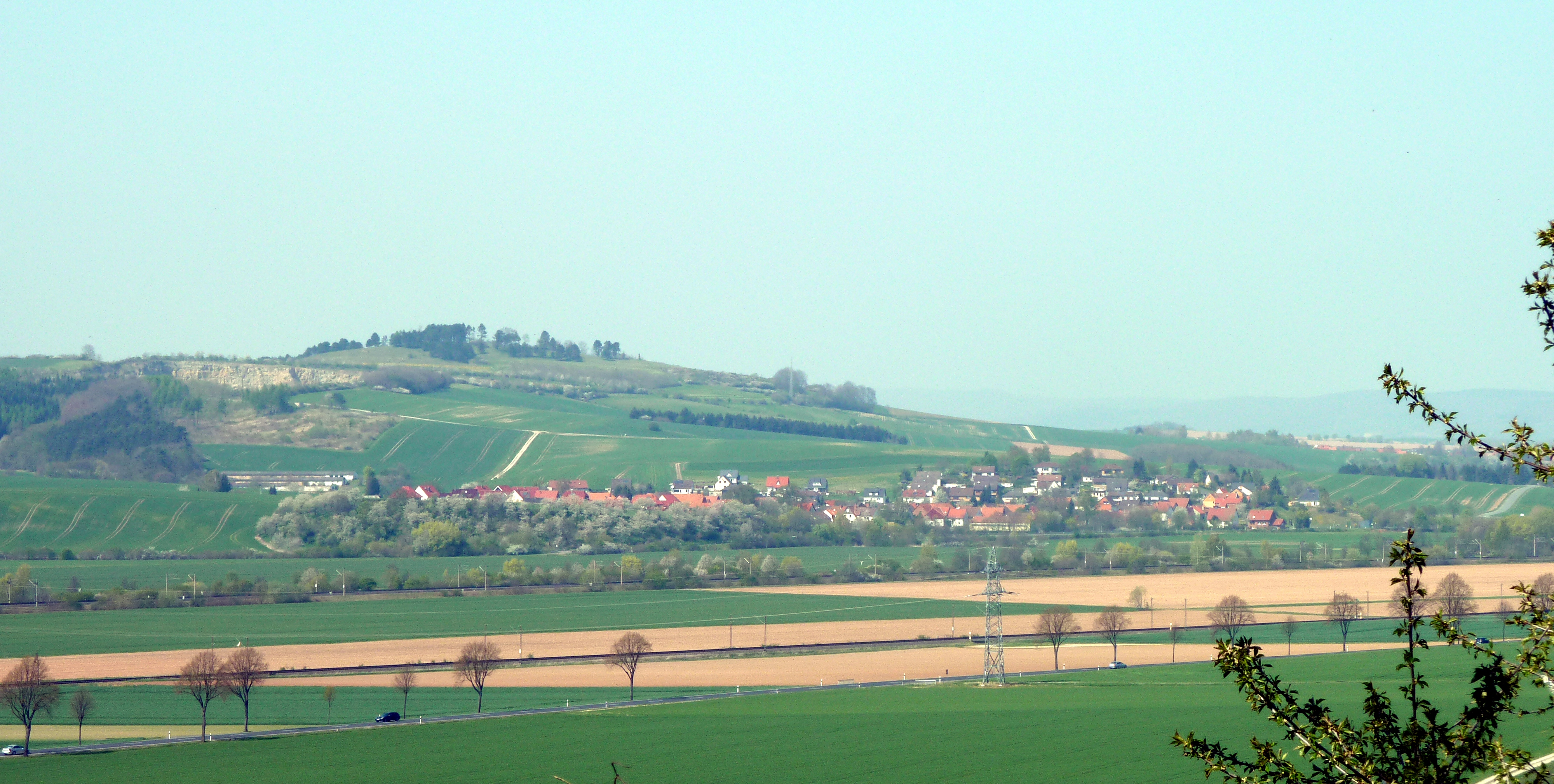
Blick von Südosten auf Elvese mit dem Wahrberg

## Demografie
| Einwohnerzahlentwicklung | Einwohnerzahlentwicklung |
| Jahr                     | Einwohner                |
| ------------------------ | ------------------------ |
| 1689                     | über 110                 |
| 1779                     | ca. 180                  |
| 1821                     | 260                      |
| 1845                     | 260                      |
| 1855                     | 170                      |
| 1858                     | 205                      |
| 1871                     | 234                      |
| 1905                     | 186                      |
| 1925                     | 227                      |
| 1939                     | 190                      |
| 1945                     | 418                      |
| 1961                     | 254                      |
| 1970                     | 283                      |
| 1998                     | 340                      |
| 2008                     | 359                      |

Von den 359 Einwohnern sind 185 weiblichen und 174 männlichen Geschlechts. 12 Mitbürger sind älter als 80 Jahre, 21 jünger als 10 Jahre. 200 Einwohner sind evangelisch-lutherisch, 40 katholisch, 6 evangelisch-reformiert – der Rest gehört sonstigen bzw. keiner Konfession an.
Elvese hat sich von einem hauptsächlich bäuerlich geprägten Ort zu einer Schlafsiedlung der nahegelegenen Städte gewandelt.
Waren es kurz nach dem Zweiten Weltkrieg noch 14 aktive Landwirte, so gibt es heute keine mehr. Die landwirtschaftlichen Flächen sind heute an Landwirte aus Nachbargemeinden verpachtet. Die vielen kleinen Felder wurden zu großen, wirtschaftlichen Einheiten verbunden und werden von wenigen Landwirten beackert.

## Geschichte

### Etymologie
Eulfeshusen lässt sich zerlegen in ein Grundwort (-husen) und ein Bestimmungswort (Eulfes-). -husun bedeutet „bei den Häusern“, „Eulfes-“ (Eulf) ist möglicherweise gebildet aus "Eo" = Gesetz und "Vulf" = Wolf. Der ursprüngliche Ortsname für das heutige Elvese, Eulfeshusun, könnte also in etwa bedeuten: „bei den Häusern dessen, der wie ein Wolf für Gesetz und Ordnung kämpft“. Im Falle von Elvese liegt also eine typische altsächsische Namensbildung vor.

### Spätantike
Das kleine Seitental links der Leine, zwischen Hillerse und Nörten, ist uraltes Siedlungsgebiet. Geschützt nach Osten durch die unwegsamen Leineauen, nach Norden und Süden durch steile Hänge und im Westen durch den hohen Kamm des Leineholzes, war dieses kleine Tal wahrscheinlich bereits im 3. Jahrhundert besiedelt. Dafür sprechen die Wallburg und die Fliehburg auf dem südlichen Leineholz sowie der Mitte des 19. Jahrhunderts auf dem westlich von Elvese gelegenen Goldberg ausgegrabene Reihenfriedhof mit Menschen- und Pferdegräbern.

### Frühmittelalter
Eine erste schriftliche Erwähnung für Elvese findet man in den Corveyer Traditionen, unter dem Namen Eulfeshusen.
Viele Sachsensöhne traten als Mönche ein und sächsische Adelige schenkten dem Kloster Teile ihres Besitzes. An 41. Stelle der mit dem Jahre 822 einsetzenden Schenkungen ist festgehalten:
Rioger übertrug dem Kloster alles, was er in Hersithi und in Hagershem besaß, ferner in Winedahusun vier Hörige und alles Land, in Eulfeshusen drei Hörige und alles Land, in Swenabeke einen Hörigen und einen halben Sklave.
Der historischen Forschung ist es gelungen, die Orte, auf welche sich die Schenkung bezieht, weitgehend zu identifizieren: "Hersithi ist vermutlich Harste, 9 km Nord-Nordwestlich von Göttingen, Hagereshem ist Heyersum, 12 km Ost-Südost von Hildesheim; Winedahusun ist ein häufiger Ortsname und daher nicht lokalisierbar; Eulfeshusen ist Elvese.
Elvese erscheint also hier in der ersten Hälfte des 9. Jahrhunderts als ein Ort, an dem der sächsische Adelige Rioger begütert ist und seinen ganzen Besitz hier einschließlich dreier Höriger dem Kloster Corvey schenkt.

### Spätmittelalter
Erst 1201 erwähnt eine Schrift wieder Elvese als Elveshem.
- 1318 belehnt Herzog Otto den Brüning von Woldershausen mit acht Hufen in Eluessen.
- 1336 gingen für 31½ Mark 4½ Hufen von den Woldershausern an die Northeimer Familie Giseler.
- 1338, 1341 und 1346 erscheint in Familienschriften Elvese immer als Eluessen.
- 1346 wird in einer Niederschrift für Nörten die Ortsbezeichnung „villa Elvesse“ berichtet.
- 1353 ist im „Urkundenbuch vun Bovenden“ von dem Ort „von Elvesse“ berichtet.
- In der „Hardenbergsammlung I“ wird der Ort 1393 mit „to Elvese“ bezeichnet.
- In einem Vertrag von 1398 zwischen Elvessen und dem Petersstift in Nörten ist von einer neu erbauten Kapelle die Rede, welche geweiht werden soll. Dies müsste bereits die zweite Kapelle von Elvese gewesen sein, wenn man unbestätigten Quellen Glauben schenkt, die von einer Kapelle um 1150 berichten.
- 1405 wird Heinrich Mutzeval mit zwei Hufen Land durch Herzog Otto in Eluessen belehnt.
- 1 409 wird im „Hardenberger II“ für einen Landanspruch der Ortsname Elvesse benutzt – 1410 in einer Familien Sammlung dagegen als Elveße bezeichnet.
- 1469 verkauft Dietrich von Hardenberg den Rottzins zu Elvese für ein rotes Pferd und 1470 auch die Zinsen aus seinem Erbdorf Elvese dem Heinrich Gewerdes, durch dessen Witwe diese Rechte 1496 an die Kalandsbrüder in Northeim gelangten.

Wie Elvese zum Erbdorf der Hardenberger wurde, ist nicht klar. Fest steht nur, dass, obwohl Elvese bis 1478 dem Grubengericht auf dem Lindenberge zu Northeim unterworfen war, die Grafen von Hardenberg in Elvese bis 1500 unter der Thielinde Gericht hielten. Die Herren des Landes Göttingen verlangten einst Hoheitsrechte in Elvese, bezogen auf die Rechte der Grafen von Northeim.
Als dann Göttingen 1584 dem Wolfenbütteler Herzog Julius zufiel, ließ Julius auch in Elvese sein Wappen als Zeichen der Besitzergreifung anbringen, die von Hardenberg entfernten es jedoch wieder. Sie untersagten ihren Untertanen, also auch den Elvesern, am 29. Juni 1585 an der Huldigung für Herzog Julius in Northeim teilzunehmen. Seit Jost von Hardenberg 1584 die Reformation anerkannt hatte und seine Untertanen ihm in die neue Kirchenlehre gefolgt waren, hörte die kirchliche Bindung zu Nörten auf, aber noch 1609 lehnten die Elveser die Einführung der Braunschweiger Kirchenordnung ab.
Der Elveser Bauermeister behauptete, man sei noch immer vom Stift Nörten abhängig und daher Untertan der Mainzer Erzbischöfe – was jedoch nicht zutraf. Elvese war ein Hardenberger Erbdorf, in dem die Hardenberger keine Herren über sich hatten. Die Rechtsverhältnisse zwischen Mainz, Göttingen und den Hardenbergern waren zu dieser Zeit in einem ungeklärten Zustand.

### Frühe Neuzeit
Die Hardenberger betrachteten die niemals eingelösten Mainzer Pfänder als an sie verfallen. Sie suchten Rückhalt dafür beim Herzog, dem sie 1607 huldigten.
- 1609 besetzte der Herzog gewaltsam Nörten.[3]
- 1635 wurde die Mainzer Landeshoheit formell wieder bestätigt, jedoch bereits 1636 verlangte Herzog Georg von Calenberg als neuer Landesherr von Göttingen die Huldigung der Untertanen.
- 1688 wurden die Elveser vom Nachfolger zum Scheffelschatz herangezogen und 1689 im Kopfsteuerverzeichnis wie Untertanen des Herzogs aufgeführt.
- 1692 Mit einem Vergleich wird Klarheit in den Rechtsverhältnissen geschaffen und das adelige Gericht Hardenberg dem Kurfürstentum Hannover eingegliedert.
- 1650 wird zum ersten Mal ein Lehrer in Elvese genannt.

### Moderne
- 1770 werden die Schwierigkeiten zwischen den Pfarren Hillerse und Großenrode für die Elveser Kirchgänger bereinigt.
- 1779 beschreibt der Stadtphysikus von Northeim Elvese mit 33 Wohnhäusern, dessen Bewohner vom Acker-, Lein- und Tabakanbau leben.
- 1792 wurde eine neue Schule gebaut.

### Neuzeit
- 1830 wurde mit dem Ablösungsgesetz die Abhängigkeit der Bauern von den Hardenbergern aufgehoben. Es blieb ein 200 Morgen großer Hardenberger Hof im Dorf.
- 1850 das Gericht Hardenberg wird zum Gericht Nörten und die Cholera sucht Elvese heim.
- 1859 wird das Gericht/Amt Nörten dem Amt Northeim eingegliedert. Seitdem nimmt Elvese an den Geschicken des späteren Landkreises Northeim teil.
- 1867 bis 1871 werden die Ländereien des Dorfes verkoppelt.
- 1873 wird der Männergesangverein „Eintracht“ Elvese gegründet.
- 1911 wird das alte Schulhaus durch ein neues ersetzt.
- Ab 1920 finden Elveser Bürger Arbeit im Kalibergbau und in der Zuckerfabrik.
- 1924 berichtet Lehrer Kraft von einer Posthilfsstelle mit öffentlichem Fernsprecher.
- Im Ersten Weltkrieg (1914 bis 1918) fallen 7 Elveser Bürger.
- Der Zweite Weltkrieg (1939 bis 1945) fordert 17 Opfer aus Elvese.
- 1952 wird die Freiwillige Feuerwehr gegründet. Sie ersetzt die bisher vom Land geforderte Pflichtfeuerwehr.
- 1969 werden die Schulsprengel in Niedersachsen neu geordnet und Elvese verliert seine Schulhauseinrichtung. Die Kinder müssen jetzt mit einem Kleinbus nach Nörten zur Schule fahren. In das leer stehende Schulhaus zieht die Feuerwehr ein.

Elvese verliert mit der Gemeindereform seine Selbständigkeit und wird am 1. Februar 1971 in den Flecken Nörten-Hardenberg eingegliedert. Bürgermeisteramt und Gemeinderat werden aufgelöst.
- 1989 beginnt man mit dem Neubau eines Dorfgemeinschafts- und Feuerwehrhauses, das mit großer Eigenleistung der Elveser Einwohner erstellt wird. 1990 wird das Haus fertiggestellt.
- 1996 Durch Änderung der Niedersächsischen Gemeindeordnung können am 1. November 1996 ein Ortsbürgermeister und ein Ortsrat gewählt werden.

## Kirchengeschichte
Die heutige Kapelle wurde 1396 bis 1398 erbaut und am 16. Oktober 1398 vom Petersstift Nörten dem Schutzheiligen St. Martin geweiht.

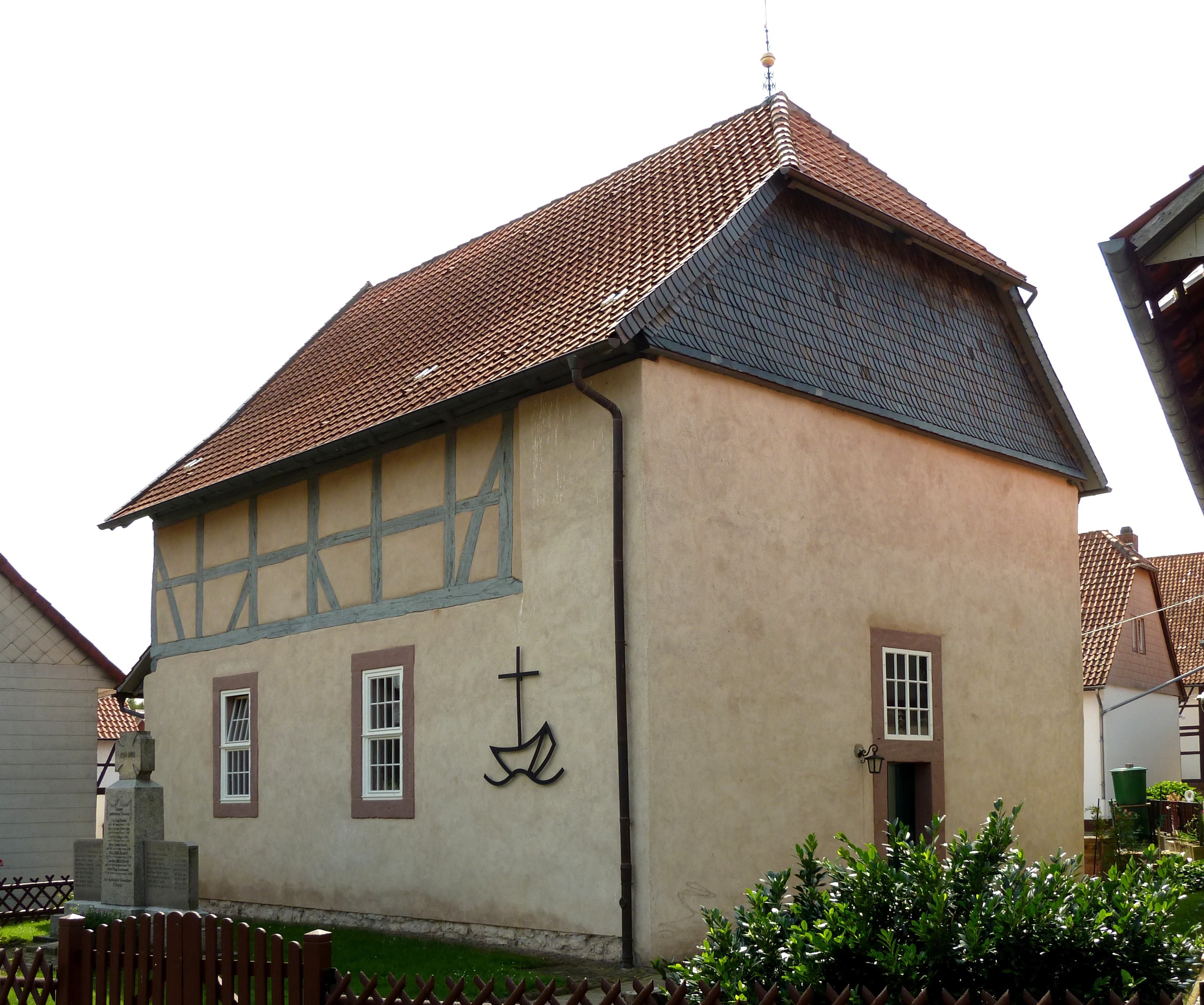
Kapelle St. Martinus

Sie ist in Form eines römischen Versammlungs- und Gerichtshauses gebaut: längliche Rechteckform mit kleinem Eingang und kleinen hoch angebrachten Fensternischen. Fundament, Gebäudeecken und Türsturz bestehen aus behauenen Sandsteinblöcken, der übrige Wandteil ist mit Feld- und Bruchsteinen und Lehmmörtel ausgemauert und verfugt und in keinem Fall verputzt. Durch die Ausführung der Fensternischen als Schießscharten erlangte die Kapelle die Funktion einer Wehrkirche. Man muss auf den Dachboden der Kirche steigen, um an der Innenseite der verbliebenen Westwand und an den Resten der Südwand die einstigen Schießscharten und die Balkenlöcher für einen Umlauf oder eine begehbare Flachdecke zu erkennen.
Bei einer Modernisierung 1606 wurden Teile des oberen Stockwerkes entfernt und durch Fachwerkwände ersetzt, das Dach erneuert sowie im Erdgeschoss große Fenster eingebaut. Neben dem Einbau eines Tonnengewölbes im Jahr 1689 wurden Schäden im Inneren und Äußeren beseitigt. Zwischen 1846 und 1851 wurden die Frauenbänke, der Türsturz und der Fußboden erneuert. Auch wurde erstmals eine Orgel sowie eine Altarwand in die Apsis eingebaut. Ende des 19. Jahrhunderts wurde die Orgel einer Reparatur unterzogen (1871 für 4 Taler) und ein neues Tonnengewölbe (1894) eingebaut.
Für die bis dahin unbeheizte Kapelle wurde 1913 ein Ofen mit Schornstein eingebaut. Im Zuge des Ersten Weltkrieges wurde die 150 Kilogramm schwere Kirchenglocke beschlagnahmt.
1929 wies die Kirche so schwere Schäden auf, dass sich das Kirchenamt zu einer Totalsanierung entschloss. Die heutige innere Form der Kirche entstand. Die Altarwand wurde entfernt und durch einen Altartisch mit großem Kreuz dahinter ersetzt. Die Emporen wurden niedriger gemacht, die Apsis höher gelegt und in den Hauptraum einbezogen, die Kanzel und das Taufbecken am heutigen Platz erstellt, Tonnendecke, Fußboden, Fenster, Wände und Bänke erneuert. An der linken Apsiswand wurde ein Bild des Heiligen Michael gemalt. Elektrische Beleuchtung wurde eingebaut und die Orgel durch ein Harmonium ersetzt.
Während des Zweiten Weltkrieges wurde das Sakralgeschirr der Kriegskasse gespendet.
1966 erfolgte der Einbau einer neuen Heizung. Fußboden und Fenster wurden erneuert und die Innenwände getüncht. Dadurch ging das Bild des Heiligen Michael wieder verloren.
In den Jahren 1999 und 2000 wurde die Kapelle einer gründlichen Sanierung unterzogen.

## Politik
Elvese hat einen fünfköpfigen Ortsrat, der seit der Kommunalwahl 2021 ausschließlich von Mitgliedern der Wählergruppe "Bürger/innen für Elvese" besetzt ist. Die Wahlbeteiligung lag bei 65 Prozent.